# Aulonemia parviflora
Aulonemia parviflora är en gräsart som först beskrevs av Jan Svatopluk Presl, och fick sitt nu gällande namn av Mcclure. Aulonemia parviflora ingår i släktet Aulonemia och familjen gräs.
Artens utbredningsområde är Peru. Inga underarter finns listade i Catalogue of Life.